# Goddess of Victory: Nikke
Goddess of Victory: Nikke (en coreano: 승리의 여신: 니케, romanizado: Seungliui Yeosin: Nike; en chino tradicional, 勝利女神：妮姬; pinyin, Shènglì nǚshén: Nī jī y en japonés: 勝利の女神：NIKKE, romanizado: Shōri no Megami: Nikke) también conocido simplemente como Nikke, es un videojuego de disparos en tercera persona, de acción y de rol gratuito con una mecánica de monetización de gacha desarrollado por SHIFT UP Corporation y publicado por Level Infinite, una división de Tencent Games. Su desarrollo comenzó en 2017 y se lanzó para Android e iOS en 2022 y para Windows en 2023; plataformas para las que está disponible actualmente.

## Argumento

#### Ambientación
Goddess of Victory: Nikke se desarrolla en un futuro postapocalíptico donde la superficie de la Tierra fue conquistada y destruida por extraterrestres mecánicos llamados Raptures. Los humanos sobrevivientes huyeron bajo tierra y produjeron soldados artificiales llamados Nikkes para establecer el "Arca", una ciudad subterránea para los sobrevivientes, como el resultado de los conocimientos tecnológicos colectivos reunidos de estos en su conjunto, el cual es gobernado por el Gobierno Central.
El nombre de Nikke, es derivado del nombre de la diosa griega de la victoria, Nike, en referencia a los humanoides que se dirigen a la superficie a combatir los Raptures, llevando las esperanzas y sueños de la humanidad.
La historia sigue a un comandante y su escuadrón de Nikkes que esperan recuperar la superficie terrestre.